# TRF
Pour les articles homonymes, voir TRF (homonymie).
 (juillet 2018).
TRF, anciennement trf, est un groupe mixte de J-pop créé en 1992 par le producteur Tetsuya Komuro (alias "TK"), composé de la chanteuse YU-KI, du rappeur DJ KOO, et de trois danseurs, un homme et deux femmes. Le groupe est d'abord nommé trf en minuscules, pour "TK Rave Factory", et est à l'origine composé de dix membres dont deux chanteuses et deux rappeurs, cinq d'entre eux quittant le groupe fin 1993. Sous l'égide de Komuro, trf remporte rapidement un vif succès, et modifie son nom en TRF en majuscules en 1996. En 1998, le danseur SAM épouse la pop-star Namie Amuro, dont il divorcera en 2002, ils auront un enfant ensemble. Le groupe suspend ses activités entre 2000 et 2006.
Le groupe fait son retour en 2006 avec le single Where to Begin, suivi de leur premier album en 7 ans intitulé Life-E-Motions, il contient un 2e CD où différentes stars reprennent leur anciens tubes (Ayumi Hamasaki, Koda Kumi, AAA, Keiko Yamada, Every Little Thiing...), l'album se hisse à la 8e place des charts japonais.
Il enchaînent l'été suivant avec le single Silence Whispers qui sera le générique du manga Black Jack, et en fin d'année avec We are all Boomin' qui fête leur retrouvailles avec le producteur Tetsuya Komuro.
Le 10e album du groupe, GRAVITY, est publié en février 2009, précédé par les singles Innovation (2007), Live your Days (2008) et Memorial Snow / Closure quelques semaines avant la sortie de l'album.
En 2013, le groupe fête ses 20 ans avec la sortie du mini-album Watch The Music, leur premier disque entièrement produit par Tetsuya Komuro en 18 ans, ils organisent une tournée nationale les mois suivants. D'autres sorties se succèdent à cette occasion
En 2018, le groupe repart en tournée dans l'archipel pour fêter ses 25 ans de carrière en se joignant à access.
Ils sont les invités d'honneur de l'édition 2018 de la Japan Expo se déroulant à Paris, le 5 juillet, ils donnent un showcase où ils interprètent leur plus grands tubes.

## Membres
- YU-KI : Yuuki Kitamura (北村 夕起?, née le 19 décembre 1966, chant)
- DJ KOO (ja) : Kouichi Nakase (高瀬 浩一?, né le 8 août 1961, Rap)
- SAM (ja) : Masaharu Maruyama (丸山 正温?, né le 13 janvier 1962, danse)
- ETSU : Etsuko Nishioka (西岡 悦子?, née le 11 août 1964, danse)
- CHIHARU : Chiharu Muraki (村木 千春?, née le 28 février 1967, danse)

## Discographie

### Singles
trf
- Going 2 Dance, Open Your Mind (25 February 1993)
- Ez Do Dance (21 June 1993)
- Ai ga Mou Sukoshi Hoshiyo (21 November 1993)
- Silver and Gold dance (21 November 1993)
- Samui Yoru dakara... (16 December 1993)
- survival dAnce no no cry more  (25 May 1994)
- Boy Meets Girl (22 June 1994)
- Crazy Gonna Crazy (1 January 1995)
- masquerade / Winter Grooves (1 February 1995)
- Overnight Sensation (8 March 1995)
- Brand New Tomorrow (25 October 1995)
- Happening Here / teens (11 December 1995)
- Love & Peace Forever (21 March 1996)

TRF
- Hey! Ladies & Gentlemen (12 June 1996)
- Brave Story (24 July 1996)
- Silent Night (6 November 1996)
- Legend Of Wind (11 December 1996)
- dragons dance (25 June 1997)
- Unite! The Night! (18 February 1998)
- Frame (25 March 1998)
- Try or Cry (29 April 1998)
- Be Free (23 September 1998)
- embrace / slug and soul (5 November 1998)
- Joy (3 February 1999)
- Wired (21 April 1999)
- He Lives in You (25 August 1999)

Remixs
- Burst drive Mix (23 March 2000)
- Burst drive Mix -2nd mix- (31 May 2000)
- Burst drive Mix -3rd mix- (26 July 2000)
- Da! Da! Da! - SEB Presents BOY MEETS GIRL with TRF (23 August 2000)
- Burst drive Mix -4th mix- (20 September 2000)
- Burst drive mix -5th mix- (22 November 2000)

Retour
- Where to begin (18 janvier 2006) (18e au Top Oricon : 8 249 exemplaires en 1re semaine)
- Silence Whispers (30 août 2006) (40e au Top Oricon)
- We are all BLOOMIN (29 novembre 2006) (19e au Top Oricon : 5 491 exemplaires en 1re semaine)
- Innovation (17 octobre 2007)
- Live Your Days (23 avril 2008)
- Memorial Snow (21 janvier 2009)
- Push Your Back (janvier 2013) "sortie digitale"

### Albums
trf 
- This is the Truth  (25 février 1993) (14e au Top Oricon)
- EZ Do Dance / trf (21 juillet 1993) (4e au Top Oricon : 626 820 exemplaires vendus)
- World Groove (9 février 1994) (1er au Top Oricon : 881 880 exemplaires vendus)
- Billionaire (27 juillet 1994) (1er au Top Oricon : 1 721 050 exemplaires vendus)
- dAnce to positive (27 mars 1995) (1er au Top Oricon : 2 367 030 exemplaires vendus)
- Brand New Tomorrow (11 décembre 1995) (2e au Top Oricon : 1 002 700 exemplaires vendus)
- The Live (21 février 1996) (live) (1er au Top Oricon : 323 530 exemplaires vendus)
- Watch the Music (mini-Album) (25 février 2013)

TRF
- Unite (20 mai 1998) (4e au Top Orcon : 182 920 exemplaires vendus)
- Loop # 1999 (19 mai 1999) (5e au Top Orcon : 90 420 exemplaires vendus)
- Lif-e-Motions (15 février 2006) (8e au Top Orcon : 65 647 exemplaires vendus)
- Gravity (11 février 2009) (42e du top Oricon)

Remix
- Hyper Techno Mix (21 mai 1993)
- Hyper Techno Mix II (21 octobre 1993)
- Hyper Mix III (27 avril 1994)
- Hyper Mix 4 (21 juin 1995)
- Burst drive mix -Album- (27 décembre 2000)

Best of
- Works -The best of TRF- (1er janvier 1998) (1er au Top Oricon : 1 000 570 exemplaires vendus)
- TRF 15th Anniversary Best Memories (7 février 2007)
- TRF 20th Anniversary COMPLETE SINGLE BEST (21 novembre 2012) (8295 en 1ère semaine)

## Vidéos et DVD
Vidéos
- World Groove (26 septembre 1994)
- trf Tour 94 Billionaire - Boy Meets Girls (16 décembre 1994)
- Ultimate Films 1994-1995 (21 juin 1995)
- trf Tour 95 dance to positive Overnight Sensation (22 novembre 1995)
- Brand New Tomorrow in Tokyo Dome -Presentation for 1996- (21 février 1996)
- TRF Live in Yokohama Arena (30 avril 1997)
- TRF Tour 98 Live in Unite! (17 septembre 1998)
- Rave 2001 Dancer Selection vol.1 (30 juin 1999)
- TRF Tour 1999 (15 décembre 1999)

DVD
- TRF Tour 1999 (29 mars 2000)
- World Groove (29 mars 2000)
- trf TOUR 94 Billionaire - Boy Meets Girls (29 mars 2000)
- Ultimate Films 1994-1995 (29 mars 2000)
- trf TOUR 95 dAnce to positive Overnight Sensation (29 mars 2000)
- Brand New Tomorrow in Tokyo Dome -Presentation for 1996- (29 mars 2000)
- TRF Live in Yokohama Arena (29 mars 2000)
- TRF Tour 98 Live in Unite! (29 mars 2000)
- Vidéo Clips (11 décembre 2002)
- Works -The Best of TRF- (28 janvier 2004) - An audio DVD